# Saint-Nicolas-de-la-Taille
Saint-Nicolas-de-la-Taille település Franciaországban, Seine-Maritime megyében. Lakosainak száma 1634 fő (2022. január 1.). Saint-Nicolas-de-la-Taille La Cerlangue, Mélamare, Saint-Antoine-la-Forêt, Saint-Jean-de-Folleville és Tancarville községekkel határos.

## Népesség
A település népessége az elmúlt években az alábbi módon változott:
| Lakosok száma | 1427 | 1489 | 1549 | 1572 | 1615 | 1645 | 1649 | 1642 | 1634 |
|               | 2013 | 2015 | 2016 | 2017 | 2018 | 2019 | 2020 | 2021 | 2022 |